# بالميتويل تميم الأنزيم أ
بالميتويل تميم الأنزيم أ أو بالميتويل التميم أ (بالإنجليزية: Palmitoyl-CoA)‏ هوَ ثيوإستر أسيل تميم الأنزيم أ ويُستخدم في التخليق البيولوجي للسفينغوزين:
يُعتبر بالميتويل تميم الأنزيم أ جُزء من نظام مَكُّوك الكارنتين، والذي يعمل على نَقل أسيل تميم الأنزيم أ الدهنية إلى الميتوكُندريا من أجل القيام بعملية أكسدة الحمض الدهني.

## صور إضافية

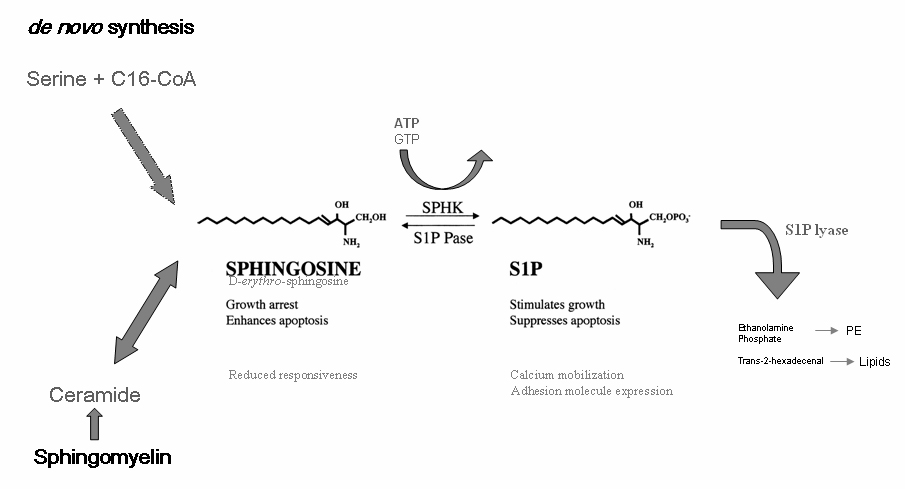
التصنيع
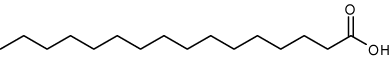
حمض النخيل
مرافق الإنزيم-أ